# 南安普頓 0–9 萊斯特城
2019年10月25日星期五，南安普頓足球俱樂部和萊斯特城足球俱樂部在南安普頓聖瑪麗球場舉行了2019–20賽季英超聯賽。萊斯特城以9-0贏得比賽，追平了曼聯在1995年以9-0戰胜伊普斯維奇鎮的歷史最大勝分。這一結果也創造了最高等級足球聯賽歷史上客場最大比分的新紀錄。